# Acanthomintha
Acanthomintha là một chi thực vật có hoa trong họ Hoa môi (Lamiaceae).

## Loài
Chi Acanthomintha gồm 4 loài hiện đã biết:
- Acanthomintha duttonii (Abrams) Jokerst, 1991
- Acanthomintha ilicifolia A.Gray, 1878
- Acanthomintha lanceolata Curran, 1884
- Acanthomintha obovata Jeps., 1925

## Hình ảnh

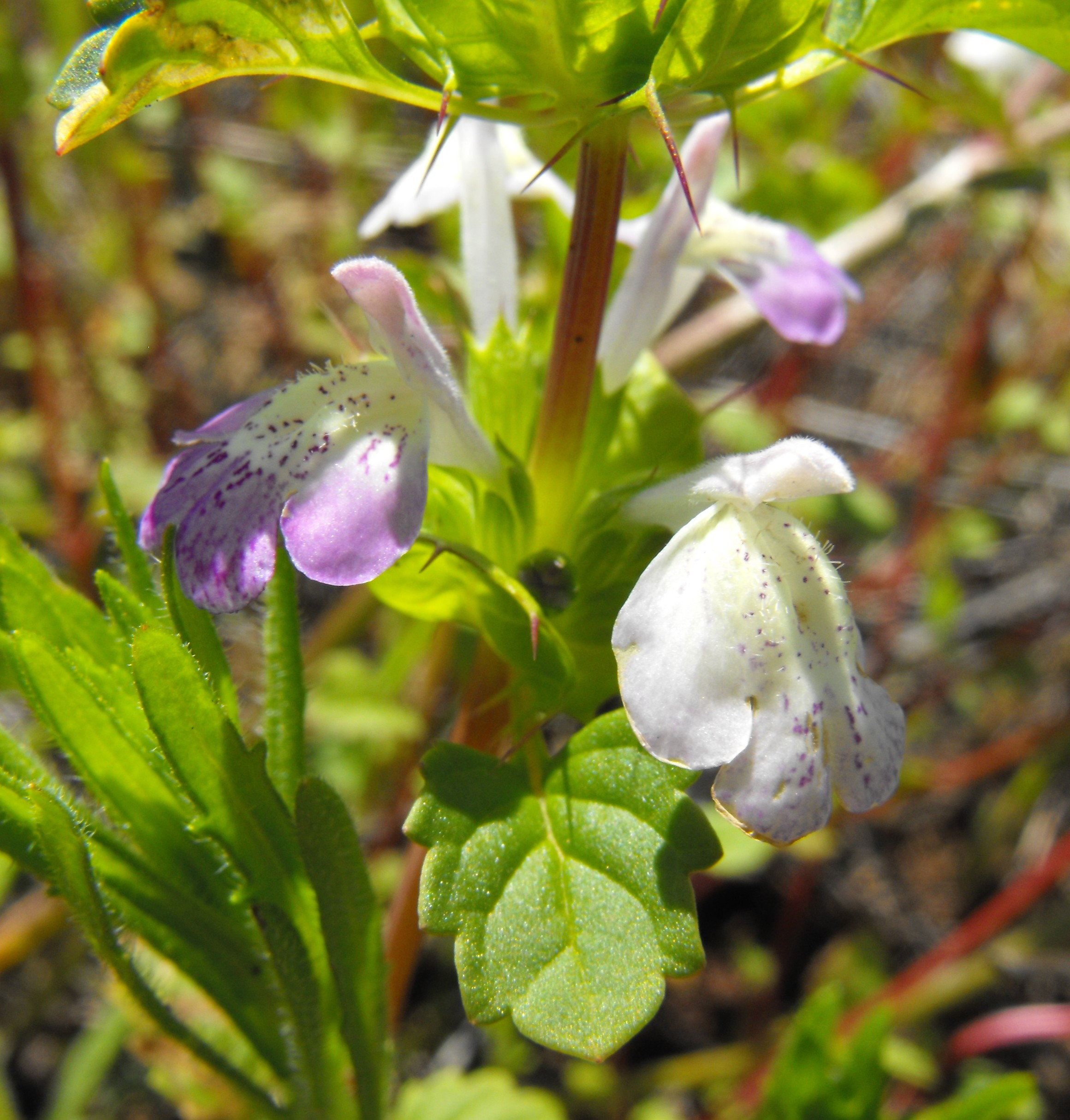
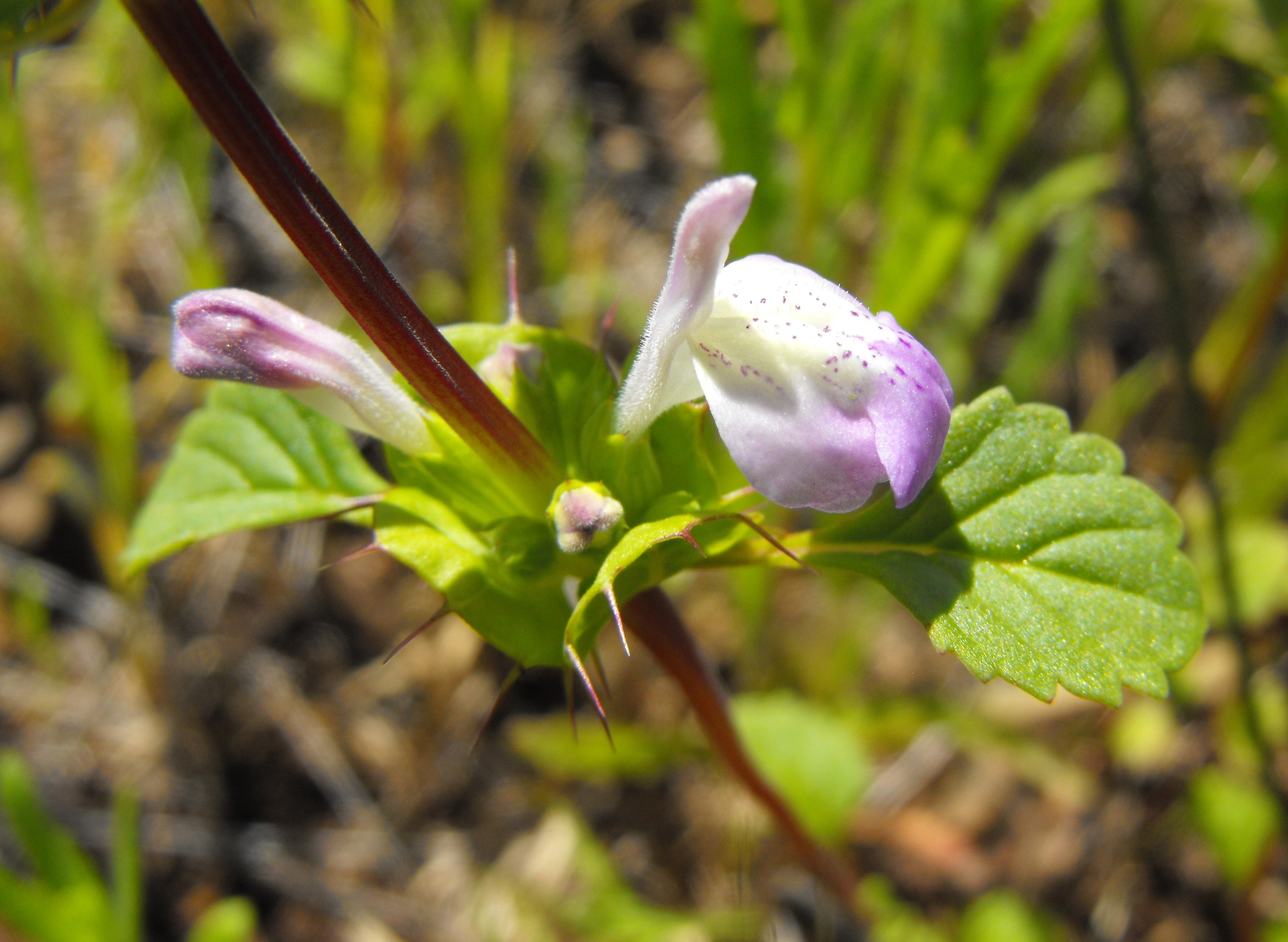